# 피필어
피필어(Pipil, 스페인어: náhuat) 엘살바도르 서부의 선주민인 피필족에 의해 사용되는 언어이다. 유트아즈텍어족에 속한다. 소멸위기의 언어로서, 피필족중에서도 고령자들만이 사용하고 있다. 피필족 스스로는 나와트어(Nawat, Nahuat)이라고 하며, '피필'(Pipil)은 주로 학계에서 사용하는 이름이다.

## 사용현황과 전망
엘살바도르 손소나테 주와 아후아차판 주에서 소수의 고령자들에 의해 사용되고 있을 뿐이다. 정확한 화자의 수는 불분명한데, 과거 인디오에 대한 학살때문에 많은 인디오들이 그들의 신분을 숨겼기 때문이다. 최소 20명에서 최대 2000명까지 추산하고 있다. 피필어와 방언관계에 있는 말들은 과테말라,온두라스,파나마등에서 사라졌다. 근래 피필어 복원에 대한 관심이 지역활동가와 학자들을 중심으로 높아지고 있으나, 여전히 정부차원의 공식지원은 기대하기 힘든 실정이다.

## 같이 보기
- 나와틀어